# Ожелите, Нийоле
Нийоле Ожелите (лит. Nijolė Oželytė, род. 31 марта 1954 ) — советская и литовская актриса

, литовский политик, телеведущая, заслуженная артистка Литовской ССР (1985).

## Биография
Нийоле Ожелите родилась 31 марта 1954 года в Вильнюсе. Мать вырастила Нийоле одна. Материальное положение в семье было тяжёлым. Окончила 23-ю среднюю школу (в настоящее время — прогимназия имени Симонаса Даукантаса) в Вильнюсе.  В 1977 году окончила театральный факультет Литовской консерватории. С 1977 года актриса Литовской киностудии. В 1985 году стала Заслуженной артисткой Литовской ССР. Член КПСС c 1989 года. На XX съезде Коммунистической партии Литвы голосовала за выход КПЛ из состава КПСС (и стала членом ЦК самостоятельной КПЛ). В 1990 году была избрана депутатом Верховного Совета Литовской ССР. Подписант Акта о восстановлении независимого Литовского государства от 11 марта 1990 года.
Член партии Союз Отечества (Консерваторы Литвы) (1993—1999), одна из её учредителей и членов правления. Учредительница и председатель Союза женщин консерваторов (1996—1999). 
В 1996 году была избрана депутатом Сейма Литовской Республики по партийному списку Союза Отечества (Консерваторов Литвы).
С 2000 года с перерывами вела различные передачи на литовском телевидении. 
Разведена. Бывший муж — художник Саулюс Вайтекунас. Имеет трёх дочерей: Ева, Сауле и Эляна.

## Фильмография

### Роли в кино
- 1974 — Бубенчик — Иевуте
- 1976 — Приключения Калле-сыщика — Фрида
- 1977 — Парень с Рабочей улицы — Стасе
- 1978 — Не буду гангстером, дорогая — Делла
- 1978 — Лицо на мишени — Руби Адамс
- 1979 — Отель «У погибшего альпиниста» — Брюн
- 1980 — Карьера Дичуса — Аделе
- 1980 — Путешествие в рай — Буше
- 1980 — Американская трагедия — Бертина
- 1980 — Тревога — Максимова
- 1981 — Дочь конокрада — Камиле
- 1981 — Рай красного дерева — Айрина
- 1982 — Извините, пожалуйста! — Инга (в титрах — Ниёле Ожелите)
- 1984 — Действуй по обстановке! — Хельга
- 1984 — Два гусара — Анна Фёдоровна Зайцева
- 1984 — Исповедь его жены — Стасе
- 1984 — Здесь наш дом
- 1985 — Легенда о бессмертии — Анна
- 1986 — Всего один поворот — Елена Тарасова
- 1986 — Зонтик для новобрачных — Вера
- 1987 — Хотите — любите, хотите — нет… — Катерина
- 1989 — Кончина — Маруся

### Озвучивание
- 2005 — литовский вариант фильма «Бешеные скачки» (англ. Racing Stripes)

## Работа на телевидении
1. TV4 Коррида «Korida»
2. LNK Арена «Arena»
3. 5 канал В своём кругу «Savame rate»
4. LTV Агентство СОС «Agentūra SOS»
5. TV3 Женское счастье «Moterų laimėje»

## Признание и награды
- Премия XV ВКФ в Таллине (1982 — за участие в фильме «Дочь конокрада»).